# Loafer

Tofsprydda loafers

Loafers är en sorts låga skor utan snörning med mockasinkonstruktion. Ordet förekommer i svenskan från 1965.